# 山東蓬翔汽車
山東蓬翔汽車有限公司，簡稱山東蓬翔汽車或蓬翔汽車，由中國兵器工業集團旗下吉林东光集团有限公司、中国第一汽车集团公司、雷岩投资公司企業組成，是在2008年改公司制，其實是在1996年由前身一汽（蓬翔）山东汽车改装厂成立，董事長及總經理劉榮德。至於總部為山东省蓬莱市。
其主要業務生產专用车、中重型卡车桥、液压件、卡车车架、液压缸、齿轮泵、控制阀等。

## 外部連結
- 山東蓬翔汽車有限公司 （页面存档备份，存于）